# RCA Studio II
RCA Studio II är en spelkonsol tillverkad av RCA, och först utgiven i januari 1977. Maskinen slutade tillverkas 1979. efter hård konkurrens från bland annat Fairchild Channel F och Atari VCS.

### Fotnoter
1. ↑  ”Studio II”. The Dot Eaters. Arkiverad från originalet den 5 juni 2014. https://web.archive.org/web/20140605052822/http://thedoteaters.com/?bitstory=studio-ii. Läst 3 maj 2014.
2. ↑  ”Player 3 Stage 1: Pixel Boxes”. EmuUnlim.com. http://www.emuunlim.com/doteaters/play3sta1.htm. Läst 3 maj 2014.